# Município de Lawrence (condado de Washington, Ohio)
O município de Lawrence (em inglês: Lawrence Township) é um município localizado no condado de Washington no estado estadounidense de Ohio. No ano de 2010 tinha uma população de 901 habitantes e uma densidade populacional de 9,88 pessoas por km².

## Geografia
O município de Lawrence encontra-se localizado nas coordenadas 39° 29′ 20″ N, 81° 18′ 49″ O. Segundo a Departamento do Censo dos Estados Unidos, o município tem uma superfície total de 91.22 km², da qual 90,74 km² correspondem a terra firme e (0,53 %) 0,48 km² é água.

## Demografia
Segundo o censo de 2010, tinha 901 pessoas residindo no município de Lawrence. A densidade populacional era de 9,88 hab./km². Dos 901 habitantes, o município de Lawrence estava composto pelo 99,67 % brancos, o 0,11 % eram afroamericanos e o 0,22 % eram de uma mistura de raças. Do total da população o 0,44 % eram hispanos ou latinos de qualquer raça.